# Operação Tacaud
A Operação Tacaud (em francês:  Opération Tacaud) foi uma operação militar francesa que ocorreu entre fevereiro de 1978 e maio de 1980 durante a guerra civil chadiana. Seu objetivo era apoiar o exército chadiano na proteção de N'Djamena contra os rebeldes.
Em 17 de fevereiro de 1978, Faya-Largeau foi tomada pelos bandos rebeldes da Frente de Libertação Nacional do Chade (FROLINAT) que avançaram em vários eixos na direção da capital chadiana, Ndjamena. A França decide enviar forças militares para apoiar o exército regular do Chade.
A operação seguiu a Operação Bison, que ocorreu de 1969 a 1972. Dezoito soldados franceses perderam a vida durante a Operação Tacaud e dois aviões Jaguar foram abatidos.
A experiência acumulada durante a operação deu início à tendência de profissionalização do exército.